# Sliver Island
Sliver Island – niezamieszkana wysepka w Zatoce Frobishera, w Archipelagu Arktycznym, w regionie Qikiqtaaluk, na terytorium Nunavut, w Kanadzie. W pobliżu Sliver Island położone są wyspy: Crowell Island, Kungo Island, Metela Island, Quadrifid Island, Wedge Island i Pike Island.